# Joint Readiness Training Center

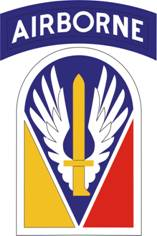
Wappen des JRTC

Das Joint Readiness Training Center (JRTC) in Fort Polk im US-Bundesstaat Louisiana, ist das teilstreitkraftübergreifende Übungs- und Ausbildungszentrum der US Army.
Es befindet sich auf einem der wenigen großen Truppenübungsplätze der Vereinigten Staaten, der kein Wüstengebiet ist. Hier können sämtliche Arten des infanteristischen Kampfes trainiert werden (einschließlich des Häuserkampfes). Als Gegnerdarstellung (Opposing Force) dient das 1st Battalion, 509th Parachute Infantry Regiment.

## Geschichte
Von 1987 bis 1993 war das Joint Readiness Training Center in Fort Chaffee, Arkansas, beheimatet.